# Pentodon idiota
Pentodon idiota (auch Mais-Mistkäfer) ist ein Käfer aus der Familie der Blatthornkäfer und der Unterfamilie der Riesenkäfer (Dynastinae). Die Gattung Pentodon ist weltweit mit sechzehn Arten vertreten, in Europa mit fünf Arten. Die Art Pentodon idiota kommt in Europa in zwei Unterarten vor. Pentodon idiota idiota hat ein großes Verbreitungsgebiet in Südosteuropa, dem östlichen Südeuropa und der Ostpaläarktik, Pentodon idiota memnon findet man in Frankreich, Spanien und Nordafrika. Eine weitere Unterart Pentodon idiota gumariensis ist aus Pakistan bekannt.

## Bemerkung zum Namen
Als Erstbeschreibung der Gattung gilt die von 1837 durch Hope. Dieser übernimmt den Gattungsnamen allerdings von Kirby. Der Name ist von altgriechisch πέντα pénta, fünf, und οδούς, οδόντος, odōūs, odóntos, Zahn, abgeleitet und bezieht sich auf den ungewöhnlichen Bau des Unterkiefers, der an der Spitze fünf Zähne trägt (Abb. 11). Der Käfer wurde erstmals 1789 von Herbst beschrieben und damals noch der Gattung Scarabaeus zugeordnet. Herbst erklärt dabei nicht, weshalb er den Artnamen idiota (lat. idiōta Unwissender, Stümper) wählte. In Ungarn, wo der Käfer häufig ist, wird er in der Landessprache butabogàr (ungarisch buta für dumm, blöd, bogár für Käfer) genannt. Möglicherweise ist der Name eine Anspielung auf die unbeholfene Art des Käfers sich fortzubewegen.
In der Literatur findet man auch den Namen Pentodon monodon nach einer späteren Beschreibung der Art von 1792 durch Fabricius als Scarabaeus monodon. Der Artname monodon nimmt darauf Bezug, dass der Höcker auf der Stirn nur einspitzig und nicht zweispitzig ist (gr. μόνον monon, ein und οδούς, οδόντος, odōūs, odóntos, Zahn).
Die Unterart Pentodon idiota memnon wurde 1902 von Jakowlew (Jakovlev, Jakowleff) als neue Art Pentodon memnon beschrieben. Wie häufig, wurde auch hier der (Unter-)Artname Memnon aus der griechischen Mythologie gewählt.

## Eigenschaften des Käfers
| | |
| Abb. 1: Käfer von vorn, der Seite und unten grün 1, 6 Nummern der Bauchsegmente | |
| | |
| Abb. 2: Kopf; 1 Fühler, 2 Wange, 3 Kopfschildrand 4 Naht Kopfschild, 5 Kiefertaster, 6 Stirnhöcker, 7 Zähnchen, 8 Oberkiefer, 9 Auge | |
| | |
| Abb. 3: Kopfschild, links runde Form, rechts Form mit angedeutetem Zähnchen (grüne Pfeilspitze) | |
| | |
| Abb. 4: Kopf von unten, auf linker Bildhälfte Lippen- taster und Unterkiefer entfernt, teilweise koloriert rotlila: Oberkiefer, grün: Lippentaster, lila: Kiefer- taster, gelb: Fühler, hellblau: Auge, weiß umkreist: behaarte Beule am Vorderrand der Vorderbrust | |
| | |
| Abb. 8: Fühler | |
| Abb. 5: Oberkiefer Aufsicht, Pfeilspitze grün: Drehachse Pfeilspitze blau: Kaufläche (Drehachse und Kaufläche senkrecht zur Bildebene) | |
| | Abb. 9: Hinterschiene Pfeilspitze auf Leisten 1, 2 Tarsenglieder Pfeile auf Enddornen, (Fenster: andere Sicht, gleicher Maßstab auf Enddornen) |
| | |
| Abb. 6: rechte Vorderschie- ne von oben, Pfeilspitzen auf Grabzähne | Abb. 10: Tarsus, Pfeil- spitze auf Onychium 1, 5 Tarsenglieder.                                                                                |
| | |
| Abb. 7: Aedeagus links von der Seite, rechts von oben, in der Mitte von unten; Parameren dunkler in der oberen Bildhälfte | |
| Abb. 11: linker Unter- kiefer mit Kiefertaster | |
| | |
| Abb. 12: Ausschnitt Hinterleib seitlich (Kopf links) Flügeldecken entfernt, Pfeilspitzen auf die hinter- sten drei Atemöffnungen | |
| | |
| Abb. 13: Ausschnitt Flügeldecke in der Nähe des Schildchens, rechts oben getönt, blau große Punkte, grün kleine Punkte | |
| | |
| Abb. 14: Teil des Stridulationsapparates zwei Felder von Querriefen auf dem Propygidium | |

Der schwarzbraune bis schwarze Käfer wird vierzehn bis zweiundzwanzig Millimeter lang. Er ist plump, etwa halb so breit wie lang und fast so hoch wie breit. Die Oberseite ist matt bis seidenglänzend, die Unterseite glänzend (Abb. 1).
Der Kopf ist klein. An ihm befinden sich die wichtigsten Bestimmungsmerkmale.
Der Kopfschild (Clypeus) ist kräftig und grob ausgebildet. Er verschmälert sich nach vorn und lässt seitlich die die drei abgerundeten Zähne am Außenrand der Oberkiefer (Abb. 2 Nr. 8, Abb. 4 rotlila, Abb. 5) unbedeckt, verdeckt aber die Oberlippe. An der Spitze kann der Kopfschild gleichmäßig abgerundet sein (Abb. 3 links) oder er endet abgeflacht mit seitlich je einem angedeuteten Zähnchen (Abb. 3 rechts). Diese zwei Formen des Kopfschilds ordnete Herbst bei der Erstbeschreibung fälschlicherweise den beiden Geschlechtern zu. Das Fehlen oder Vorhandensein von Zähnchen gibt jedoch keinen Hinweis auf das Geschlecht. Dies lässt sich vielmehr am Körperende ausmachen (siehe unten). Der Kopfschild ist seitlich gerandet (Abb. 2 Nr. 3), nach vorn verflacht sich die Randung und kann ganz verschwinden. Gegen die Stirn ist der Kopfschild durch eine erhöhte Naht abgegrenzt, die als deutliche Linie noch vor den Augen quer über den Kopf verläuft (Abb. 2 Nr. 4). In der Mitte ist diese Naht zu einer kurzen, queren und stumpfen Erhebung aufgeworfen (Abb. 2 Nr. 6). Diese kann fast zweiteilig sein, sie ist jedoch nicht zweihöckrig wie bei Pentodon bidens und Pentodon quadridens.
Der Kopf ist verrunzelt und grob punktiert. Die Fühler (Abb. 2 Nr. 1, Abb. 4 rechts gelb, Abb. 8) sind unter einer Aufbiegung der Wangen (Abb. 2 Nr. 2) eingelenkt. Sie sind zehngliedrig (nicht wie bei den Mistkäfern elfgliedrig) und enden in einer dreiblättrigen eiförmigen Keule. Die Fühler sind glänzend und spärlich behaart. Die Lade der Unterkiefer trägt an der Spitze fünf kräftige und spitze Zähne (Abb. 11). Die Kiefertaster (Abb. 11 links, Abb. 2 Nr. 5, Abb. 4 rechts lila) enden in einem langen spindelförmigen Glied. Die dreigliedrigen Lippentaster (Abb. 4 rechts grün) sind seitlich an der Unterlippe eingelenkt. Die zwei Basisglieder sind kurz, das Endglied länglich, zur Basis hin etwas verdickt.
Der stark gewölbte Halsschild ist etwas breiter als lang. Seine größte Breite liegt hinter der Mitte. Der Halsschild ist mäßig dicht, aber grob punktiert. Er ist seitlich und vorn gerandet, nach hinten wird der Rand schmaler. Die Basis ist ungerandet.
Das Schildchen ist große und dreieckig, etwa gleich breit wie lang.
Die Flügeldecken sind mit Punkten zwei verschiedener Größen punktiert (Abb. 13). Die kleineren Punkte sind unregelmäßig geordnet, die Anordnung der größeren Punkte in Punktstreifen ist mehr oder weniger deutlich ausgebildet. Im typischen Fall bilden die großen Punkte drei Doppelreihen, die nicht parallel zur Flügeldeckennaht verlaufen, sondern sich dieser nach hinten nähern (im Taxobild gut sichtbar, ebenfalls in Abb. 1 Mitte bei Vergrößerung). Direkt neben der Naht verläuft ein weiterer Punktstreifen.
Am Hinterleib sind sechs Bauchsegmente sichtbar (Abb. 1 rechts blau), die Atemöffnungen (Stigmata) liegen in den sklerotisierten Sterniten (Abb. 12).
Der Vorderrand der Vorderbrust ist in der Mitte stark beulenartig hochgewölbt und dort struppig abstehend behaart (Abb. 4 weiß eingekreist).
Die Beine sind kurz und kräftig. Die Tarsen sind alle fünfgliedrig. Sie sind relativ schlank, nur das 1. Glied zur Spitze hin dreieckig erweitert (Abb. 10 und Abb. 9 blau 1). Die Klauen sind klein. Das Klauenglied trägt ein Onychium (Afterklaue, grüne Pfeilspitze Abb. 10). Die Vorderbeine sind als Grabbeine ausgebildet. Die Schenkel der Vorderbeine sind auf der Vorderseite punktiert und behaart. Die Vorderschienen sind auf der Außenseite mit drei breiten Zähnen versehen (Abb. 6 Pfeilspitzen). Dazwischen liegen meist mehrere weitere Zähne (Kerbzähne), die die Grabfähigkeit verbessern. Die Schienen des mittleren und hinteren Beinpaars sind an der Spitze verbreitert. Sie tragen außen zwei schräg verlaufende, wenig erhabene Leisten, die mit einer Reihe von Zähnchen besetzt sind (Abb. 9, grüne Pfeilspitzen). Ein dritter Zahnkranz verläuft entlang der Hinterrandkante der Schienen. Die Schienen des mittleren und des hinteren Beinpaars enden mit zwei einander genäherten, abgeplatteten Enddornen (Abb. 9 schwarze Pfeile).
Das Hinterleibsende ist beim Weibchen eher flach nach hinten laufend und spitzbogenförmig endend, beim Männchen dagegen stärker gewölbt und mehr abgerundet endend. Der Aedeagus ist in Abbildung 7 dargestellt. Er unterscheidet sich von den Aedeagi der anderen europäischen Arten dadurch, dass der Spalt zwischen den Parameren von oben betrachtet annähernd rautenförmig ist und die schlanken Spitzen der Parameren abgerundet auseinanderklaffen.

## Larven
Die Larven gehören dem Engerlingstyp an. Die Engerlinge der Riesenkäfer zeichnen sich dadurch aus, dass die beiden Kauladen der Maxillen (Lacinia und Galea) miteinander verwachsen sind, und dass auf dem dorsalen Innenrand des davor liegenden Maxillengliedes (Stipes) eine Reihe von Stridulationszähnen sitzt, die gleich breit wie lang und nicht gekrümmt und zugespitzt sind.

## Biologie
Die Käfer sind eng an warme, sandige und trockene Standorte gebunden. Sie leben auf offenem Gelände (ehemals Steppe). Sie tolerieren auch salzige Böden. Sie erscheinen von April bis September. Die dämmerungs- und nachtaktiven Tiere sind tagsüber träge und versuchen, sich im Gras oder unter Steinen zu verkriechen. Sie können fliegen und schwärmen nachts. Sie ernähren sich hauptsächlich von abgestorbenen Pflanzenresten, können dabei aber auch an geschwächten Pflanzen, etwa Setzlingen nagen und diese schädigen.
Die Weibchen legen die Eier gewöhnlich im Frühsommer im Boden ab. Die Entwicklung ist mehrjährig, in Südrussland beträgt der Lebenszyklus drei Jahre, die Art überwintert zweimal als Larve, verpuppt sich dann Ende des Sommers und die frisch geschlüpften Imagines überwintern ein weiteres Mal. Sie schwärmen im Spätfrühling und Frühsommer. Im Iran dauert die Larvenentwicklung fünfzehn bis zwanzig Monate. Es überwintern adulte Tiere und verschiedene Larvenstadien.
Die Larven leben im Boden und ernähren sich sowohl von abgestorbenem Wurzelwerk als auch von den Wurzeln noch lebender Pflanzen. Deswegen werden sie vielfach als Schädlinge gelistet. Vor allem an Mais werden sie häufig schädlich, die Art heißt auf Russisch auch Mais-Mistkäfer (Кукурузный навозник). Käfer oder Larve schädigen aber zahlreiche weitere Nutzpflanzen. Beispielsweise wurden aus Russland 1914 Schäden an Mais, Weinreben, Zuckerrüben, Zwiebeln, Knoblauch, Sonnenblumen und Wassermelonen gemeldet, die alle auf Pentodon idiota zurückgeführt wurden. Ebenfalls aus Russland wurden 2019 Schädigungen am Asiatischen Wildapfel berichtet. An Zuckerrohr verursacht der Käfer gebietsweise Verluste bis zu 90 Prozent. In einem russischen Atlas zur Schädlingsbekämpfung werden außerdem Fraßschäden an Apfel, Birne, Aprikose, Kirschpflaume, Maulbeere, Eiche und verschiedenen Beerensträuchern genannt. Aus dem Iran wurde die Art als Schädling an Pistazien gemeldet.
Sowohl Männchen als auch Weibchen können durch Stridulation Laute erzeugen. Dazu sind auf dem vorletzten Rückenschild (Propygidium) nahe der Flügeldeckennaht beidseitig ein Feld von kleinen bikonvexen Querriefen ausgebildet (Abb. 14), an denen der hintere Teil der Flügeldecken gerieben wird. Es entsteht dabei ein Geräusch, das an eine Rätsche erinnert. Bei YouTube gibt es ein Video, das die Bewegungen des Hinterleibs und das resultierende Geräusch dokumentiert.

## Verbreitung
Die Vorkommen der Art legt nahe, dass das ursprüngliche Verbreitungsgebiet größer war und der Käfer heute als Steppenrelikt auf Reste dieses Gebietes beschränkt ist. Die beiden Unterarten sind räumlich deutlich getrennt. Pentodon idiota memnon kommt in Südfrankreich, Spanien und Nordafrika vor. Die Westgrenze des Verbreitungsgebiets von Pentodon idiota idiota verläuft dagegen durch Tschechien, Österreich, Ungarn, Kroatien, Herzegowina, Albanien und Griechenland. Über die davon östlichen europäischen Staaten setzt sich das Verbreitungsgebiet nach Kleinasien und Asien fort. Dort ist die Art aus dem Iran, dem Irak, Israel, dem Libanon, der Türkei und Xinjiang bekannt.